# Dorystaechas
Dorystaechas  é um gênero botânico da família Lamiaceae.

## Espécie
- Dorystaechas hastata

## Nome e referências
Dorystaechas Boiss. & Heldr. ex Benth.